# ТЕС Жанажол
48°20′30″ пн. ш. 57°25′9″ сх. д. / 48.34167° пн. ш. 57.41917° сх. д.
ТЕС Жанажол — теплова електростанція на заході Казахстану. 
Електростанція входить до комплексу облаштування нафтогазоконденсатного родовища Жанажол. Її основне обладнання становлять газові турбіни: 
- дві введені в 1999-му (станційні номери 3 та 4) потужністю по 12 МВт, постачені лисьвенським заводом «Електроважмаш-Привод»;
- вісім турбін потужністю по 16 МВт від миколаївського заводу «Зорямашпроект», дві з яких ввели в дію у 2004 – 2005 роках (номери 1 та 2), три в 2010-му (номери 5 – 7) та ще три в 2014 – 2015 роках (номери 8 – 10).
Як паливо використовують природний газ, який пройшов підготовку на газопереробному заводі Жанажол.
Видача продукції відбувається по ЛЕП, що працює під напругою 110 кВ.